# Ron Stallworth
Ron Stallworth (Chicago, 1953. június 18. –) amerikai nyugalmazott rendőrtiszt, aki az 1970-es évek végén beépült a Ku-Klux-Klánba a Colorado állambeli Colorado Springsben. Ő volt az első afroamerikai nyomozó a Colorado Springs-i rendőrségen.
A 2018-as BlacKkKlansman című filmben, amely a Ku-Klux-Klánba való beszivárgását mutatja be, Stallworth-ot John David Washington alakítja.

## Fiatalkora
Stallworth 1953. június 18-án született az Illinois állambeli Chicagóban. A texasi El Pasóban nőtt fel, miután édesanyja oda költöztette a családot. Önéletrajzában így nyilatkozott a költözésről: „Az, hogy édesanyám El Pasóba költöztette a családunkat, a legjobb döntés volt, amit valaha is hozott, mivel messze volt a szegénységtől, a bandáktól és a konfliktusoktól a [chicagói] South Side-on, ahol felnőttem volna, ha nem megyek el.”
Stallworth 1971-ben érettségizett az Austin High Schoolban, ahol tagja volt a diáktanácsnak és a kerületi tanácsadó testületnek is; a „legnépszerűbbnek” is megválasztották.

## Colorado Springs Rendőrség
1972 közepén Stallworth családja Colorado Springsbe költözött, ahol először érdeklődött a rendvédelmi pálya iránt. 1972 novemberében kadétként csatlakozott a rendőrséghez, ő lett az első fekete kadét a Colorado Springs-i rendőrségen.
Stallworth elmondása szerint már korán tudta, hogy végül beépített rendőrként szeretne dolgozni. Első titkos megbízatására akkor került sor, amikor Kwame Ture-t meghívták egy fekete vendégkörrel rendelkező Colorado Springs-i éjszakai klubba. Stallworth-t megkérték, hogy menjen el beépülve megfigyelni a beszédet. Lelkesen elfogadta, és később az osztálya hírszerzési részlegéhez osztották be.

## Beépülés a Klán-ba
1978-ban Stallworth felfigyelt egy apróhirdetésre a helyi újságban, amelyben tagokat keresett a Ku-Klux-Klán új tagozatának megalapításához a városban. A hirdetésre postán válaszolt egy postafiókba küldött levélben, és megadta nekik a címét és a telefonszámát. A Klán egyik tagja felhívta Stallworthöt, aki ezután rasszista fehér embernek adta ki magát, aki „gyűlöli a feketéket, zsidókat, mexikóiakat, ázsiaiakat.” A beszélgetés során megtudta, hogy az új tagozatot alapító férfi a közeli Fort Carson egyik katonája. Stallworth megbeszélte, hogy egy helyi bárban találkozik a férfival, és elküldött egy fehér beépített kábítószeres rendőrtisztet, hogy helyettesítse őt a találkozón, bedrótozva, hogy rögzítsen minden beszélgetést.
A csel sikeres volt, és Stallworth a következő kilenc hónapban továbbra is Klán-tagnak adta ki magát, általában telefonon beszélt más tagokkal, és amikor személyes találkozókra volt szükség, a fehér tisztet küldte maga helyett. Felhívta David Duke-ot, aki akkoriban a Klán nagyvarázslója (Grand Wizard) volt, a New Orleans-i főhadiszállásán, hogy a tagsági kérelmének állásáról érdeklődjön. Duke elnézést kért a kérelem feldolgozásának késedelméért, és megígérte, hogy személyesen gondoskodik arról, hogy Stallworth jelentkezését feldolgozzák és elküldjék neki. Rövid időn belül postán megérkezett Stallworth Klán-tagsági igazolása Duke aláírásával. Az igazolást bekeretezte, és az irodája falára akasztotta, ahol az évekig megmaradt.

## Nyugdíjba vonulás, nyilvános szereplés
Miután a Klán elleni nyomozás lezárult, Stallworth titokban tartotta, és senkinek sem beszélt az ebben játszott szerepéről. Áthelyezték a Utah állambeli Közbiztonsági Osztályra, ahol közel 20 évnyi nyomozói munka után 2005-ben nyugdíjba vonult. Nyugdíjba vonulása után 2007-ben a Missouri Columbia College Salt Lake City-i kampuszán szerzett alapdiplomát bűnügyi igazságszolgáltatásból.
2006 januárjában Stallworth interjút adott a Salt Lake City-i Deseret Newsnak, amelyben beszámolt a Klánba való beszivárgásról és a Klán elleni nyomozásról, majd később nyilvánosságra hozta, hogy a nyomozás során kiderült, hogy több tag aktív szolgálatot teljesít az amerikai fegyveres erőknél, köztük két személy a NORAD-nál (Észak-Amerika légtérvédelmi parancsnoksága, amely légi figyelmeztetést, légi szuverenitást és védelmet biztosít Észak-Amerika számára). A NORAD-nál lévő két tagot áthelyezték, és Stallworth-nek azt mondták, hogy távoli beosztást kaptak, „valahol az Északi-sarkon vagy Grönlandon”.

## A populáris kultúrában
Stallworth 2014-ben Black Klansman címmel könyvet adott ki nyomozói tapasztalatairól. Forrásanyagául egy olyan esetfüzetet használt, amelyet a megbízás során állított össze, és később megtartott magának.
Ron menedzsere, Andy Frances úgy gondolta, hogy a művet filmre kellene vinni, és Shaun Redick producert is rávette, hogy egyezzen bele. Elkezdtek dolgozni az Oscar-díjas BlacKkKlansman című filmen. Spike Lee rendezőnek, társproducernek és társ-forgatókönyvírónak, míg Jordan Peele producernek szerződött. Stallworth-ot Andrew Frances menedzser képviselte az Adwater & Stir-től. 2018. augusztus 10-én került országszerte a mozikba, két héttel korábban pedig a kiválasztott mozikban, a filmet John David Washington játszotta Stallworth-ot, Adam Driver a fehér beépített tisztet, Flip Zimmermant, Topher Grace pedig David Duke-ot Laura Harrier, Ryan Eggold, Corey Hawkins, Alec Baldwin, Jasper Pääkkönen és Harry Belafonte mellett. A BlacKkKlansman elnyerte a Cannes-i Filmfesztiválon a zsűri nagydíját, emellett hat Oscar-díjra jelölték, és elnyerte a legjobb adaptált forgatókönyvnek járó díjat.

## Könyve
- Black Klansman –  Flatiron Books, 2018 · ISBN 9781250299031
  - Csuklyások (BlacKkKlansman) – I.P.C., Budapest, 2018 · ISBN 9789636356637 · Fordította: Szántai Zsolt

## Fordítás
- Ez a szócikk részben vagy egészben  a   Ron Stallworth című angol Wikipédia-szócikk fordításán alapul.  Az eredeti cikk szerkesztőit annak laptörténete sorolja fel. Ez a jelzés csupán a megfogalmazás eredetét és a szerzői jogokat jelzi, nem szolgál a cikkben szereplő információk forrásmegjelöléseként.